# Doodle Jump
```
|gênero         = 
Plataforma

|modos          = 
Um jogador
, 
multijogador

|media          = 
Distribuição digital
```

}}
Doodle Jump é um jogo eletrônico de plataforma desenvolvido e publicado pela Lima Sky para iOS, Android, Windows Phone, BlackBerry, Symbian, Java Mobile (Java ME) e Xbox 360 para a plataforma Kinect. Foi lançado mundialmente para IOS em 15 de março de 2009, e posteriormente lançado para Android e Blackberry em 2 de março de 2010, Symbian em 1 de maio de 2010, Windows Phone 7 em 1 de junho de 2011, e 21 de agosto, 2013 no Windows Phone 8. Foi lançado para o IPad em 1 de setembro de 2011. Desde o seu lançamento, o jogo tem sido geralmente bem recebido. O jogo está atualmente disponível em nove plataformas.

Doodle Jump ficou conhecido pela proporção de suas vendas para os padrões do iTunes, que atingiu 25 mil cópias vendidas por dia durante quatro meses consecutivos (mais tarde sendo ultrapassado por Angry Birds). A partir de dezembro de 2011, o jogo vendeu mais de dez milhões de cópias no iTunes (App Store) e no Google Play, e atingiu 15 milhões de downloads em todas as plataformas.
O jogo foi desenvolvido em um jogo de resgate de vídeo para jogar em arcades. Os croatas Igor e Marko Pušenjak são autores de Doodle Jump, onde Igor trabalha em um endereço baseado em Nova York e Marko reside na Croácia. Em julho de 2016, Lima Sky anunciou parceria com Skillz para desenvolver uma versão do jogo para jogar em torneios.
Em 20 de dezembro de 2020, Doodle Jump 2 foi lançado na App Store.

## Jogabilidade
O objetivo do jogo é guiar uma criatura de quatro patas chamada "The Doodler" numa série de intermináveis plataformas sem cair. O lado esquerdo da área do jogo está conectado com o lado direito, o que faz os jogadores irem de um lado para o outro da área de jogo. Em dispositivos com um acelerômetro, os jogadores podem inclinar o dispositivo, o que resulta no movimento do Doodler. Os jogadores podem pegar um pequeno impulso de vários objetos, como chapéus de hélice, mochilas a jato, foguetes (que possuem um impulso maior), molas, trampolins e escudos de invulnerabilidade (somente em alguns níveis). Há também monstros e OVNIs que o Doodler precisa evitar, disparar ou pular em cima deles. No menu, o jogador possui a opção de escolher o tema, também chamado de cenário, modo e nível. Não há um final definitivo no jogo, o jogo só termina quando o Doodler cai de uma plataforma, bate em um monstro, é abduzido por um OVNI ou sugado por um buraco negro, o que transforma o jogo viciante.
Existem também dois outros aplicativos separados para IOS, Doodle Jump Christmas Special (um novo tema de Natal), Doodle Jump Hop, (um novo tema de Páscoa), onde o personagem do jogador é E.B. do filme Hop e Doodle Jump SpongeBob SquarePants, onde o personagem do jogador é o Bob Esponja.
Também existe uma versão gratuita. Esta versão é quase idêntica ao original, mas recursos como OVNIs não estão presentes, anúncios são exibidos e há um limite para a altura em que o Doodler vai.